# الفورتوني (الكمبري)
الفورتوني (باللاتينية: Fortunian)، وهي أول مرحلة أو نسيقة من فترة التيرينيفي، حيث امتدت من 538.8  ± 0.6 إلى≈ 529 مليون سنة مضت، لمدة 9.8 مليون سنة تقريبا. وهي تصادف بداية دهر البشائر، وحقبة الحياة القديمة، والعصر الكامبري. تُعرَّف قاعدتها بأول ظهور للآثار الأحفورية لجحور "تريبتكنوس" (باللاتينية: Treptichnus pedum) منذ 538.8 مليون سنة. ولم يتم تحديد الجزء العلوي من الفورتوني بشكل رسمي حتى الآن والذي هو قاعدة المرحلة 2 من الكامبري، ولكن تتوافق مع ظهور أنواع القدحيات القديمة أو «أحافير صغيرة الاصداف» منذ حوالي 529 مليون سنة.

## التسمية
تعود تسمية هذه المرحلة إلى بلدة فورتشن في شبه الجزيرة بورين، بالقرب من نقطة ومقطع طبقة الحدود العالمية (GSSP) وخليج فورتشن.

## المقطع النموذجي

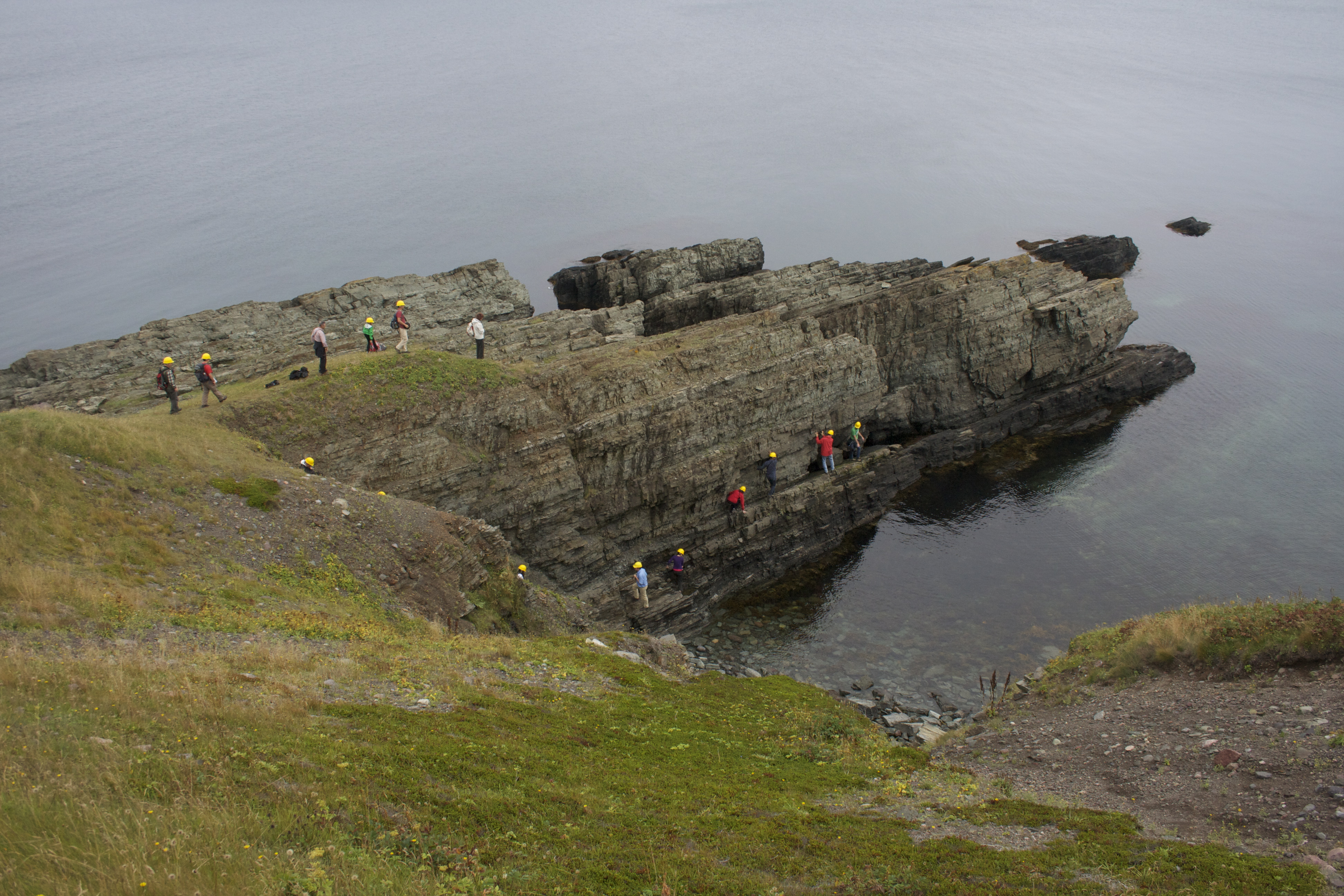
مندوبي مؤتمر إشنيا 2012 يتفقدون نقطة ومقطع طبقة الحدود العالمية (GSSP) الخاصة بحدود العصر الإدياكاري-الكامبري في محمية فورتشن هيد البيئية، في نيوفاوندلاند بكندا. وتم تعريف الحدود بظهور الآثار الأحفورية الرأسي المركب لجحور تريبتكنوس (Treptichnus pedum).

تقع نقطة ومقطع طبقة الحدود العالمية (GSSP) لمرحلة الفورتوني في فورتيون هيد، عند الطرف الشمالي من شبه جزيرة بورين، في نيوفاوندلاند في كندا (47°04′34″N 55°49′52″W / 47.0762°N 55.8310°W). تتزامن هذه النقطة ومقطع الطبقة مع بداية نسيقة التيرينيفي، عند حدود ماقبل الكامبري-الكامبري وبداية دهر البشائر. تظهر النتوءات سلسلة تتابعات كربونية - سيليسية وقد تم تعيينها باعتبارها تكوينا لجزيرة تشابيل. وينقسم هذا التشكل إلى عدة اقسام تتألف من أحجار رملية وأحجار طفل صفحي (القسم 1)، وأحجار رملية رفية ودلتية طينية وأحجار طينية (القسم 2A)، وأحجار غرانيت رقائقية (القسم 2B و3) وأحجار طينية وجيرية للرف الصخري الداخلي (القسم 4). تقع الحدود ما قبل الكامبري-الكامبري على ارتفاع 2.4 متر فوق قاعدة القسم الثاني وهو أدنى معدل لوجود احافير جحور تريبتشنوس. ويمكن رؤية الآثار على السطح السفلي لطبقات الحجر الرملي. وتقع أول أحافير هيكلية قشرية جيرية لاداثيكا سيليندريكا (Ladatheca cylindrica) على ارتفاع 400 متر فوق الحدود. وتظهر أول ثلاثيات فصوص على بعد 1400 م فوق الحدود، والتي تتطابق مع بداية نسيقة البرانشية.